# Ken Rolston
Ken Rolston és un dissenyador estatunidenc de videojocs, jocs de taula i jocs de rol. Se'l coneix sobretot pel seu treball en el joc de rol Star Wars (editat per West End Games) i l'èxit dels videojocs de rol The Elder Scrolls.
El febrer de 2007, en lloc de retirar-se després de 25 anys de treball en el disseny de jocs, va escollir unir-se a la companyia de videojocs Big Huge Games com a dissenyador en cap.